# Чернетчина (Краснопольский район)
Чернетчина (укр. Чернеччина) — село, Чернетчинский сельский совет, Краснопольский район, Сумская область, Украина. Население по состоянию на 2022 год - около 800 человек.
Является административным центром Чернетчинского сельского совета, в который, кроме того, входят сёла Гапоновка, Мозговое и  Ясенок.

## Географическое положение
Село Чернетчина находится на расстоянии в 4 км от левого берега реки Сыроватка,
в 2-х км расположено село Думовка, в 3-х — пгт Краснополье.
По селу протекает пересыхающий ручей с запрудами.
К селу ведёт железнодорожная ветка от села Самотоевка.

## История
- Село Чернетчина основано в XVII веке.

В июле 1995 года Кабинет министров Украины утвердил решение о приватизации находившихся здесь сахарного завода и обеспечивавшего его сырьём свеклосовхоза.
По переписи 2001 года население составляло 1142 человек.
В июне 2000 года сахарный завод был признан банкротом и началась процедура его ликвидации. В дальнейшем, завод прекратил своё существование.

## Экономика
- Молочно-товарная ферма.
- «Грязнянская», агрофирма, ООО.
- ООО «Чернетчинское».
- МП «Сахарник».
- Грязнянский свеклосовхоз, ОАО.

## Объекты социальной сферы
- Школа.